# Монтгомъри (окръг, Тексас)
Вижте пояснителната страница за други населени места с името Монтгомъри.
Окръг Монтгомъри (на английски: Montgomery County) е окръг в щата Тексас, Съединени американски щати. Площта му е 2789 km², а населението - 293 768 души (2000). Административен център е град Конроу.